# Institut IGH
L'Institut IGH est une entreprise croate. L'entreprise, fondée en 1949, et basée à Zagreb, est spécialisée dans les travaux de génie civil.